# 比弗岩

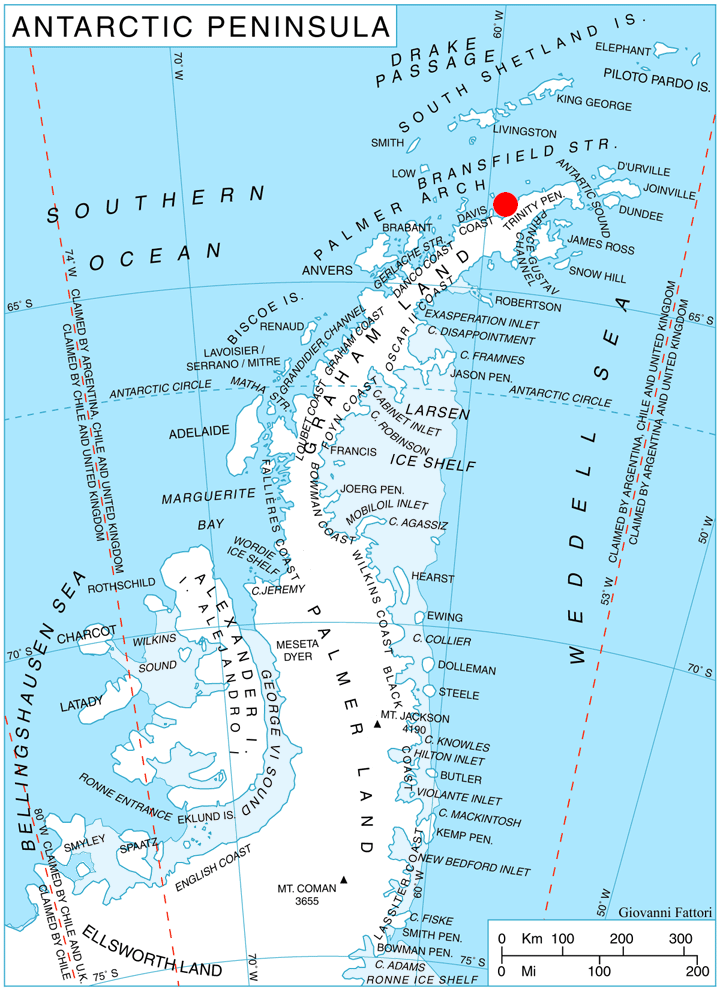

比弗岩（英語：Beaver Rocks）是南極洲的岩石，位於葛拉漢地的特里尼蒂半島，距離貝利察半島4公里，由智利探險隊繪入地圖，現時由南極條約體系管理。